# Teleutaea arisana
Teleutaea arisana là một loài tò vò trong họ Ichneumonidae.